# Boris Kolker
Boris Kolker (né le 15 juillet 1939) est enseignant de langue, traducteur et militant en faveur de la langue internationale équitable espéranto. Citoyen soviétique et russe jusqu'en 1993, ensuite naturalisé aux États-Unis où il réside, il est diplômé en 1962 de l'université d'État de Kichinev (Moldavie) dans le domaine « Les langues russe et française ». Il a ensuite travaillé trois ans comme interprète avec des techniciens de la société française Renault et a obtenu un doctorat de linguistique en 1985 à l'Institut de linguistique de l'Académie des Sciences de l'URSS à Moscou.

## Rencontre avec l’espéranto

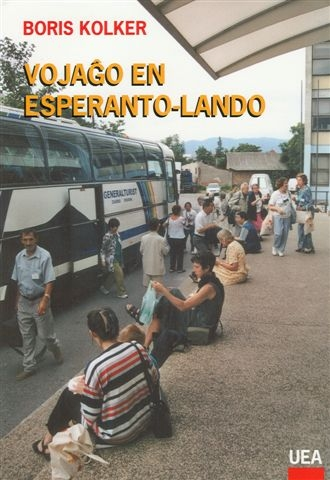
Vojaĝo en Esperanto-lando

Kolker a appris l'espéranto en 1957 et a depuis rédigé de nombreux articles sur l'interlinguistique, des critiques de livres et trois méthodes d'apprentissage d'espéranto pour des apprenants de différents niveaux. La popularité de son livre Vojaĝo en Esperanto-lando (eo) (« Voyage au pays de l'espéranto »), qui est un manuel cours avancé mêlé à des aspects de la culture espérantophone, fait qu'il est connu à travers le monde comme guide à l’Espérantie.

## Occupations
Kolker est membre de l’Académie d’espéranto, membre d'honneur de l’Association mondiale d'espéranto et rédacteur associé du mensuel Monato. Il a dirigé pendant 20 ans un cours par correspondance en Russie grâce auquel environ 900 personnes ont été diplômées. Il a également enseigné la langue dans des universités à San Francisco et à Hartford, aux États-Unis. Actuellement, il dirige le cours international de perfectionnement d'espéranto par correspondance et assure la vice-présidence de la commission internationale des examens de la Ligue internationale des enseignants d'espéranto. Par le passé, il a été membre du conseil d'administration de l'Association mondiale d'espéranto, et a aussi fondé et dirigé avec d'autres les organisations nationales d'espéranto en Union soviétique et en Russie. Il a donné de nombreuses conférences lors de congrès mondiaux d'espéranto et en 2000, il a coordonné les travaux autour du thème du 85e congrès mondial d'espéranto à Tel-Aviv.

### Thèse doctorale
- La contribution de la langue russe à l'émergence et au développement de l'espéranto . Moscou, Académie des sciences de l'URSS, Institut de linguistique, 1985. Résumé de la thèse doctorale en russe, 23 pages.

### Méthodes de langue
- Vojaĝo en Esperanto-lando. Perfektiga kurso de Esperanto kaj Gvidlibro pri la Esperanto-kulturo . (Voyage au pays de l'espéranto. Cours de perfectionnement d'espéranto et Guide de la culture espérantophone).

- Lernolibro de la lingvo Esperanto. Baza kurso. (Méthode d'espéranto. Cours élémentaire).

- Esperanto en 16 tagoj. Ekspres-kurso. (Espéranto en 16 jours. Cours accéléré).

- Internacia lingvo Esperanto. Plena lernolibro. (Langue international Esperanto. Manuel complet).